# Gave d'Estaing
Le gave d'Estaing ou gave de Labat de Bun est un affluent droit du gave d'Azun à Bun dans le département des Hautes-Pyrénées en Lavedan.

## Hydronymie
Estaing, ou plutôt estaïng /estaŋ/, signifie étang en gascon.
Le gave était appelé gave de la bat de Bun car la vallée appartenait historiquement aux communes de Bun pour la rive droite et d'Aucun pour la rive gauche. Selon le versant utilisé, on parlait donc de la bat de Bun (i.e. vallée de Bun) ou de la bat d'Aucun. Deux hameaux ainsi dénommés s'y sont développés. Mais il n'est plus besoin aujourd'hui d'attribuer le gave à l'un ou à l'autre car en 1836, Louis-Philippe Ier les regroupa en créant la commune d'Estaing. Les communes de Bun et d'Aucun ont conservé leurs droits de pâture dans la vallée et tous les ans une fête de la transhumance maintient cette tradition vivante.

## Géographie
Le gave d'Estaing prend sa source vers 2 080 m, au pied du pic Arrouy (2 785 m) et des lac du Pic Arrouy (2 376 m), lac Long (2 326 m) et lac Nère (2 241 m). Il draine la vallée d'Estaing et rejoint le gave d'Azun à hauteur de Bun.

### Communes et département traversés
- Hautes-Pyrénées : Estaing, Bun, Sireix.

## Principaux affluents
Abréviations : (G) ou (rg) Affluent rive gauche ; (D) ou (rd) Affluent rive droite ; (CP) Cours principal, signale le nom donné à une partie du cours d'eau prise en compte dans le calcul de sa longueur.
En amont du lac d'Estaing (1 163 m) :

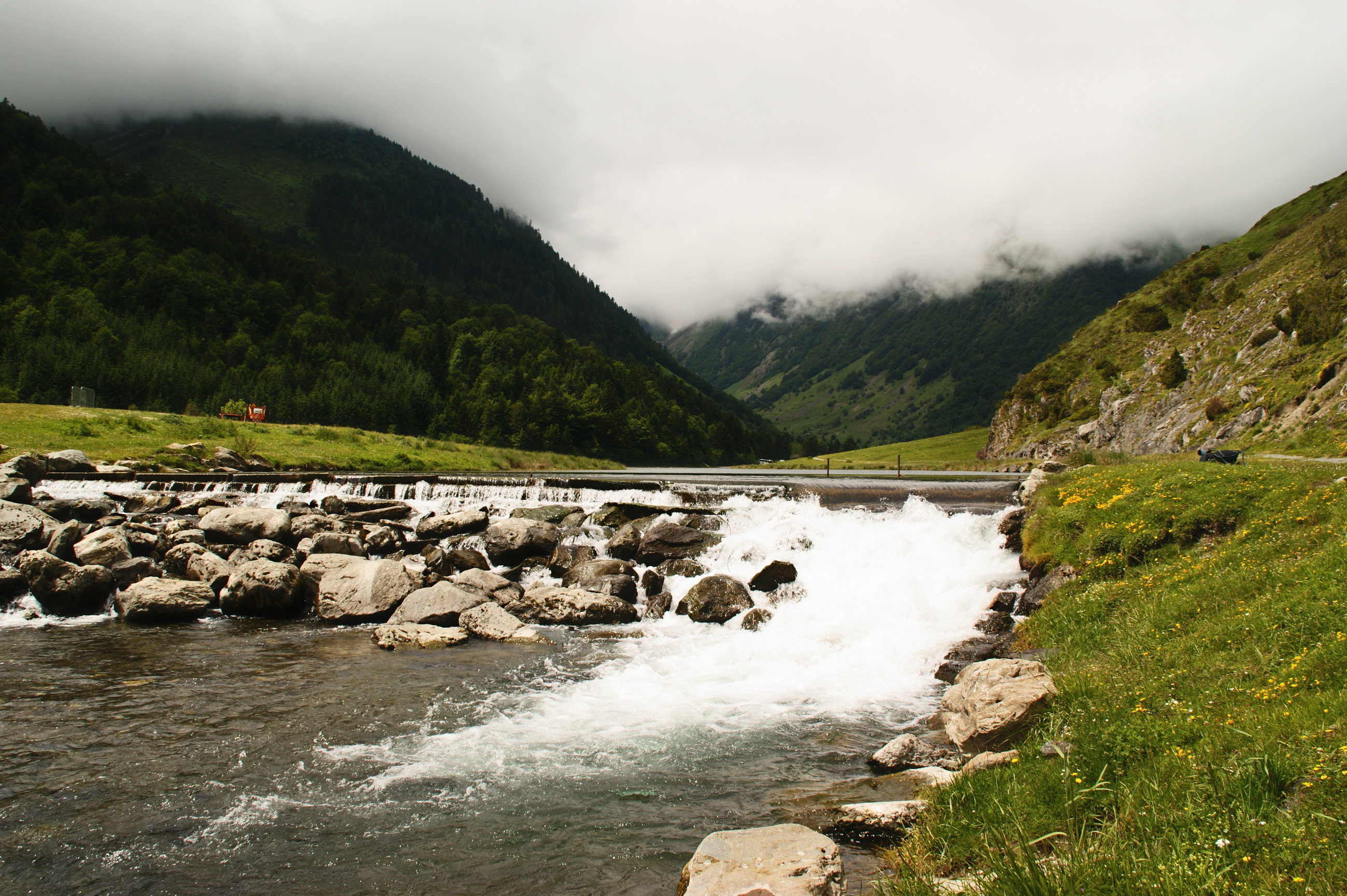
Gave d'Estaing à la sortie du lac d'Estaing.

- (G) ruisseau du Pic Arrouy, 2,3 km, en provenance plus précisément du pic de Bernat Barrau (2 793 m).
- (G) ruisseau de Malh Ardoun, 2,1 km, en provenance du pic Arrouy (2 785 m).
- (D) ruisseau de Garren Blanc, 3,7 km, en provenance du col d'Ilhéou (2 242 m).

En aval du lac d'Estaing :
- (D) ruisseau d'Aumèdec, 3 km, de Coume Grane.
- (D) ruisseau de Laur, 2,7 km.
- (D) ruisseau de Bergouey, 3,6 km, du soum de Goury (2 185 m).
- (D) ruisseau de l'Arrode, 3,1 km.
- (D) ruisseau d'Arribancie, 4,2 km, union des ruisseau de Hourques (CP) et ruisseau de Banciole (D).

## Protection environnementale
Le Gave fait partie d'une zone naturelle protégée, classée ZNIEFF de type 1.